# Raise the Death
Raise the Death, álbum de la banda colombiana de metal Athanator grabado en 2002. Incluye nuevas versiones de temas anteriores y temas nuevos.
La Banda después de varios intentos fallidos por reagruparse, por fin logra grabar este álbum con una nueva banda, conformada por los 2 guitarristas originales sumados a Enrique Ramírez (bajista quien ha estado desde el 94 con el grupo), y Javier Urán (exMillenium).
Esta formación funcionó bastante bien y el álbum, fue bien recibido por público. El álbum recibió propuestas para ser prensado por algunas disqueras underground de Colombia y el extranjero, pero al final Enrique y Jaime decidieron producirlo juntos, pues no hubo propuestas sólidas de parte de las disqueras.
El nombre simboliza el resurgimiento de la banda y el retorno de la misma para continuar en su labor musical, más profesional, seria y con un concepto musical más claro.

## Lista de canciones
1. Gothic Hunt
2. Murderous Dreams
3. The eyes of a dead child
4. Bloody hands of Christ
5. Suicide Souls
6. Christianism's Sunset
7. Schizophrenic Agony
8. Masters of War
9. Macabre Nightmare
10. Fight for Blnood

- Datos: Q6098399